# Hygrophila laevis
Hygrophila laevis är en akantusväxtart som först beskrevs av Christian Gottfried Daniel Nees von Esenbeck, och fick sitt nu gällande namn av Gustav Lindau. Hygrophila laevis ingår i släktet Hygrophila och familjen akantusväxter. Inga underarter finns listade i Catalogue of Life.